# Estado de Bombay
Bombay fue un antiguo estado de la India existente entre 1947 y 1960 con la ciudad de Bombay como su capital. El estado fue creado en el momento de la independencia de la India y posteriormente le fueron añadidos varias regiones más. La presidencia de Bombay (más o menos equivalente al actual estado indio de Maharastra, con excepción del sur de Maharastra y Vidarbha) fue fusionada con los estados principescos de Baroda, India Occidental y Guyarat y los estados del Decán (los cuales incluían parte de los estados indios e Maharastra y Karnataka).
El 1 de noviembre de 1956, el estado de Bombay se reorganizó bajo el Acta de Reorganización de los Estados Indios sobre la base de límites lingüísticos, absorbiendo diversos territorios tales como los estados de Saurastra y de Kutch, que dejaron de existir. El 1 de mayo de 1960, fue disuelto el estado de Bombay y fue dividido en los estados de Guyarat, con población de habla guyaratí, y Maharastra, con población de habla marathi.

## Historia

Cambios territoriales introducidas por el Acta de Reorganización de los Estados Indios de 1956:
––– Límite de Bombay 1956-1960
Ganancias territoriales 1956:
de Madhya Pradesh
de Hyderabad
Saurasthra
Kutch
Pérdidas territoriales 1960:
A Mysore
A Rajastán

Durante el periodo correspondiente al Raj británico, diversas porciones de la costa occidental de la India que estaba bajo el dominio directo de los británicos eran parte de la presidencia de Bombay. En 1937, la presidencia se convirtió en una provincia de la India británica.
Después de que la India obtuvo su independencia en 1947, la presidencia de Bombay se convirtió en parte de la India, en tanto la provincia de Sind se convirtió en parte de Pakistán. El territorio retenido por la India se reestructuró como el estado de Bombay. Se incluyó además los estados principescos de Kolhapur en el Decán, y Baroda y el Dang en Guyarat, que había estado bajo la influencia política de la antigua presidencia de Bombay.
Como resultado del Acta de Reorganización de los Estados Indios el 1 de noviembre de 1956, los distritos de habla canarés de Belgaum (excepto el taluk de Chandgad), Bijapur, Dharwar, y Canara del Norte se transfirieron del estado de Bombay al de Mysore. Sin embargo el estado de Bombay se amplió de manera significativa, expandiéndose hacia el este para incorporar la región de Marathwada de habla marathi del estado de Hyderabad, la región de Vidarbha de habla marathi del sur de Madhya Pradesh, y los estados Saurastra y Kutch de habla guyaratí. El estado de Bombay recibía entre los habitantes del mismo el apelativo de "Maha Dwibhashi Rajya", que significa "el gran estado bilingüe".
En 1956 el Comité de Reorganización de los Estados, contra la voluntad de Jawaharlal Nehru, recomendó un estado bilingüe para Maharastra-Guyarat con Bombay como su capital, mientras que en las discusiones del Lok Sabha de 1955, el Partido del Congreso exigió que la ciudad se constituyera en una ciudad autónoma. En las elecciones de 1957, el movimiento Samyukta Maharashtra se opuso a estas propuestas, e insistió en que Bombay fuera declarada la capital de Maharastra. El estado de Bombay se disolvió finalmente con la formación de los estados de Guyarat y Maharastra, el 1 de mayo de 1960.

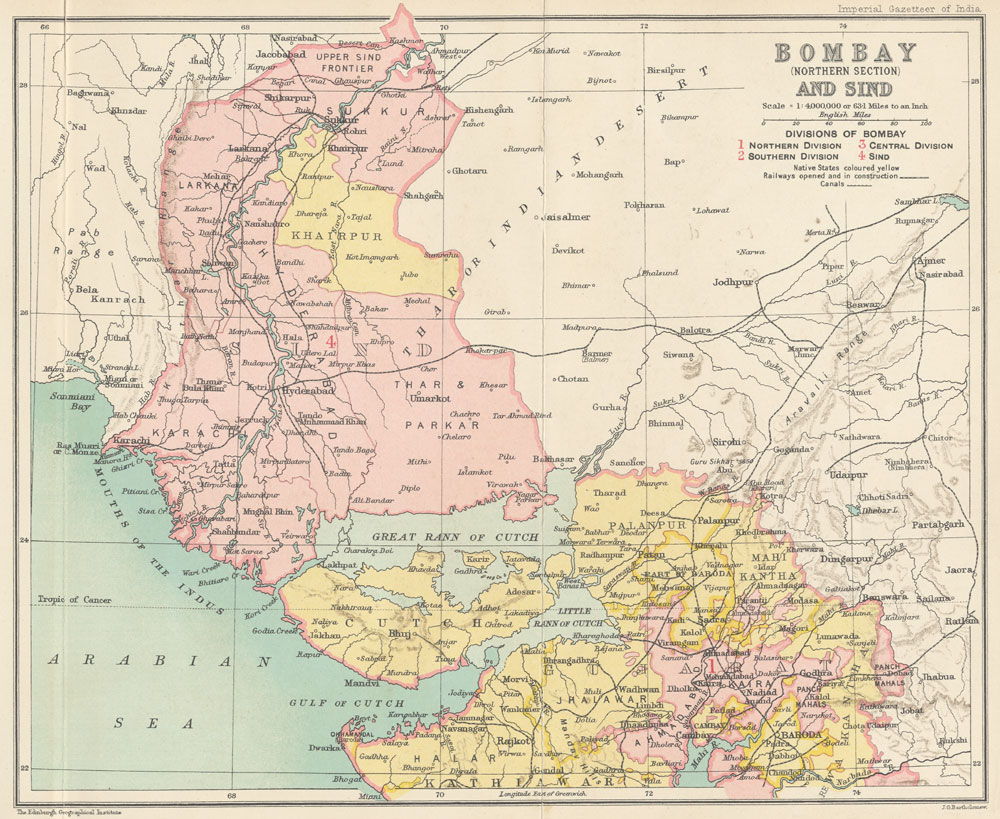
Presidencia de Bombay en 1909, porción del norte.
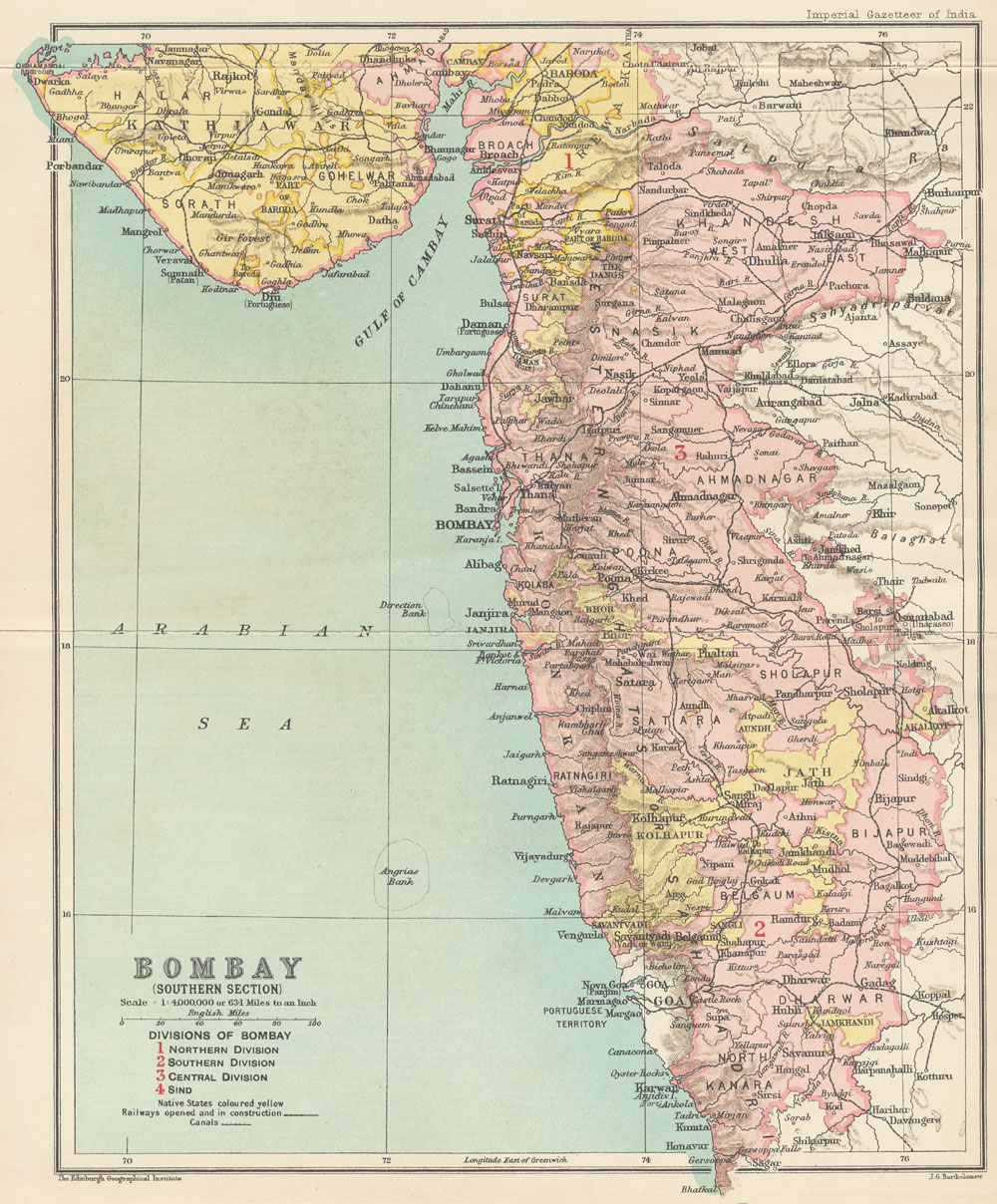
Presidencia de Bombay en 1909, porción del sur.